# Abfall-Zwischenlager Neckarwestheim
Das Abfall-Zwischenlager Neckarwestheim (AZN; ehemals Standortabfalllager Neckarwestheim (SAL-N)) ist ein Lager für schwach- und mittelradioaktive Abfälle am Standort des Kernkraftwerks Neckarwestheim.

## Geschichte
Das Lager wurde im Dezember 2020 Betrieb genommen. Nach der Inbetriebnahme ging das Lager am 7. Dezember 2020 an die BGZ Gesellschaft für Zwischenlagerung als Betreibergesellschaft über.

## Daten
Das Lager ist etwa 133 m lang, 30 m breit und 21 m hoch und für ein Aktivitätsinventar von bis zu 2 × 1017 Bq genehmigt.